# Липский, Борис Иванович
Бори́с Ива́нович Ли́пский (род. 20 марта 1946, Тверь) — российский философ, педагог. Автор большого количества учебников и статей по философии, написанных как лично, так и в соавторстве.

## Биография
В 1973 году закончил философский факультет ЛГУ. Защитил кандидатскую диссертацию по теме: «Гносеологический анализ генезиса и развития научного знания». В 1991 году защитил докторскую диссертацию «Диалектика теоретического и практического в формировании и развитии истины», с этого же года — профессор. Заведующий кафедрой онтологии и теории познания философского факультета СПбГУ (с 1994).
Являлся председателем оргкомитета по проблемам рациональности 12-и Всероссийских и Международных научных конференций, в качестве руководителя и исполнителя участвовал в 6 научных грантах, участвовал в качестве руководителя и исполнителя в 6 научных грантах, имеет 49 учебно-методических публикаций и 105 научных.

## Цитаты
- В новой рациональности истина выступает как практическое основание социальной консолидации, которая всегда принадлежит к определённому народу, времени, культуре[1].

## Основные работы
- «Практическая природа истины» — Л., Изд-во ЛГУ, 1988. — 152 с. — ISBN 5-288-00159-6
- Вяккерев Ф. Ф., Иванов В. Г., Липский Б. И., Марков Б. В. и др. Основы антропологии., 1997. — 148 c.
- «Основы теории познания» (СПб, 2000)
- Липский Б. И., Гусев С. С., Карпунин С. С., Тульчинский Г. Л. Начала философии. Книга 1. 2001. — ISBN 5-81940-048-8
- «История и методология науки» (СПб, 2004)
- Липский Б. И., Марков Б. В. Философия: учебник для бакалавров. — М.: Юрайт, 2010. Тираж — 1500 экз. — 496 с. — ISBN 978-5-9916-0935-7; 2-е издание 2012 год. — ISBN 978-5-9916-1838-0